# Церкно
Церкно (словен. Cerkno) — невелике містечко й община регіону Горішка Словенії, неподалік від Ідрії. Чисельність населення общини 5040 осіб (2002 р.), площа 131,6 км². Населення міста: 1680 (2002 р.) жителів. Церкно є невеликим, але важливим місцевим культурним центром, відомий карнавалом, святом весни, з різьбленими дерев'яними масками. Парафіяльна церква в місті присвячена Святій Анні. 